# Patriarcat melchite catholique d'Antioche
Le patriarcat melchite catholique d'Antioche est le siège du patriarche de l'Église grecque-catholique melchite (catholiques orientaux, de rite byzantin). Il a été constitué en 1724, lorsqu'une partie de l'Église orthodoxe d'Antioche a retrouvé la communion avec Rome, devenant ainsi une Église catholique orientale, tandis que le reste de l'ancien patriarcat s'est maintenu et se maintient encore en pleine communion avec le reste de l'Église orthodoxe orientale.
Le titre complet du patriarche grec-catholique melchite d'Antioche est patriarche d'Antioche et de Tout l'Orient, d'Alexandrie et de Jérusalem de l'Église grecque-catholique melchite, incorporant les deux autres patriarcats titulaires de cette Église.
Son siège archiépiscopal est la cathédrale Notre-Dame-de-la-Dormition (en كاتدرائية سيدة النياح للروم الملكيين في دمشق) à Damas en Syrie. Le pape Jean-Paul II s’y est rendu en 2001.
L'Église grecque-catholique melchite est l'une des cinq Églises qui s'inscrivent dans la lignée du siège d'Antioche initial. L'existence de l'Église grecque-catholique melchite remonte jusqu'à l'apôtre Pierre, dans une succession apostolique reconnue par les catholiques et par les orthodoxes. Cette prétention est admise par le Saint-Siège et n'est pas contestée par les deux autres Églises orientales catholiques qui prétendent elles aussi avoir pour origine l'ancien siège d'Antioche, à savoir l'Église maronite et l'Église catholique syriaque, dirigées l'une comme l'autre par un « patriarche d'Antioche ».

## Province et archidiocèse
Le patriarche est également titulaire du siège métropolitain d'une province ecclésiastique « vide », sans diocèses suffragants, qui ne recouvre que l'archéparchie métropolitaine de Damas (des Melchites) / Damasco (en italien de Curie) / Dimašq / Aš-Šām / Damascen(us) Græcorum Melkitarum (en latin). Comme le patriarcat, ce siège ne relève, à Rome, que de la Congrégation pour les Églises orientales.
En 2014, il desservait pastoralement 3 000 catholiques répartis dans huit paroisses et une mission, avec neuf prêtres (six diocésains, trois religieux), trois diacres, trente-trois religieux (trois frères, trente sœurs) et dix séminaristes.

## Patriarcats titulaires d'Alexandrie et de Jérusalem
Dans le prolongement des patriarcats melchites précédents de ces anciens sièges, il existe deux patriarcats titulaires qui ne sont toutefois que de simples titres portés par le patriarche d'Antioche (avec des homologues catholiques résidents) : 
- le patriarche melchite catholique titulaire d'Alexandrie ;
- le patriarche melchite catholique titulaire de Jérusalem.

## Patriarches melchites grecs-catholiques d'Antioche, d'Alexandrie et de Jérusalem
Lors de la vacance du patriarcat (comme ce fut le cas après la démission de Grégoire III Laham en 2017), l'évêque du synode permanent le plus ancien dans l'ordre épiscopal exerce la fonction d'administrateur en chef de l'Église grecque-catholique melchite.
- Cyril VI Tanas (né en Syrie) (01/10/1724 – mort le 08/07/1759)
- Athanase IV Jawhar ([Jaouhar]) (né en Syrie), premier mandat (19/07/1759 – 01/08/1760), puis éparque (évêque) de Saida des Melchites (Liban) (1761 – 05/05/1788 voir ci-dessous)
- Maximos II Hakim (né en Syrie), de l'Ordre basilien chouérite (B.C.) (01/08/1760 – mort le 15/11/1761); auparavant Archéparque (archevêque) d'Alep des Melchites (Syrie) (1732 – 01/08/1760)
- Théodose V Dahan (né en Syrie), B.C. (24/12/1761 – mort le 10/04/1788), précédemment Archéparque métropolitain de Beyrouth des Melchites (Liban) (1736 – 24/12/1761)
- Athanase IV Jawhar, deuxième mandat (voir ci-dessus 05/05/1788 – mort le 02/12/1794)
- Cyril VII Siaj (né en Syrie) (11/12/1794 – mort le 06/08/1796), auparavant Archevêque métropolitain de Bosra des Melchites (Syrie) (1763 – 11/12/1794)
- Agapius II Matar (né en Syrie), B. S. (11/09/1796 – 02/02/1812), auparavant supérieur général de l'Ordre basilien du Très Saint Sauveur (B.S., appelés pères salvatoriens) (1789 – 1795), Éparque (Évêque) de Saïdā des Melchites (Liban) (1795 – 11/09/1796)
- Ignace IV Sarrouf (né en Syrie) (1812)
- Athanase V Matar (né en Syrie) (1813)
- Macaire IV Tawil (né en Syrie) (1813-1815)
- Ignace V Qattan (né en Syrie) (1816-1833)
- Maximos III Mazloum (né en Syrie) (1833-1855)
- Clément Bahouth (né en Égypte) (1856-1864)
- Grégoire II Youssef-Sayur (né en Égypte) (1864-1897)
- Pierre IV Jaraijiry (né au Liban) (1898-1902)
- Cyril VIII Geha (né en Syrie) (1902-1916)
  - vacant (1916-1919)
- Démétrius Ier Qadi (né en Syrie) (29 mars 1919 – 25 octobre 1925)
- Cyril IX Moghabghab (né au Liban) (8 décembre 1925 – 8 septembre 1947)
- Maximos IV Sayegh (né en Syrie) (30 octobre 1947 – 5 novembre 1967)
- Maximos V Hakim (né en Égypte) (22 novembre 1967 – 22 novembre 2000)
  - Jean Assaad Haddad en tant qu'administrateur apostolique (6 juin – 29 novembre 2000)
- Grégoire III Laham (né en Syrie) (29 novembre 2000 – 6 mai 2017)
  - Jean-Clément Jeanbart en tant qu'administrateur apostolique (6 mai – 21 juin 2017)
- Youssef Ier Absi (né en Syrie) (21 juin 2017 – présent)

## Évêques auxiliaires du siège d'Antioche
- Évêque auxiliaire : François Abou Mokh, B.S. (1996 – 07/27/1998)
- Évêque auxiliaire : Isidore Battikha, B.A. (66) (25/08/1992 – 09/02/2006)
- Évêque auxiliaire : Jean Mansour, S.M.S.P. (19/08/1980 – 1997)
- Évêque auxiliaire : François Abou Mokh (en), B.S. (1978.02.07 – 1992), également évêque titulaire de Palmyre des melchites (de)
- Évêque auxiliaire : Élias Nijmé, B.A. (16/08/1971 – 07/02/1978)
- Évêque auxiliaire : Saba Youakim, B.S. (09/09/1968 – 15/10/1970)
- Évêque auxiliaire : Nicolas Hajj (30/07/1965 – 03/11/1984)
- Évêque auxiliaire : Néophytos Edelby, B.A. (24/12/1961 – 06/03/1968)
- Évêque auxiliaire : Pierre Kamel Medawar, S.M.S.P. (13/03/1943 – 1969)

## Galerie

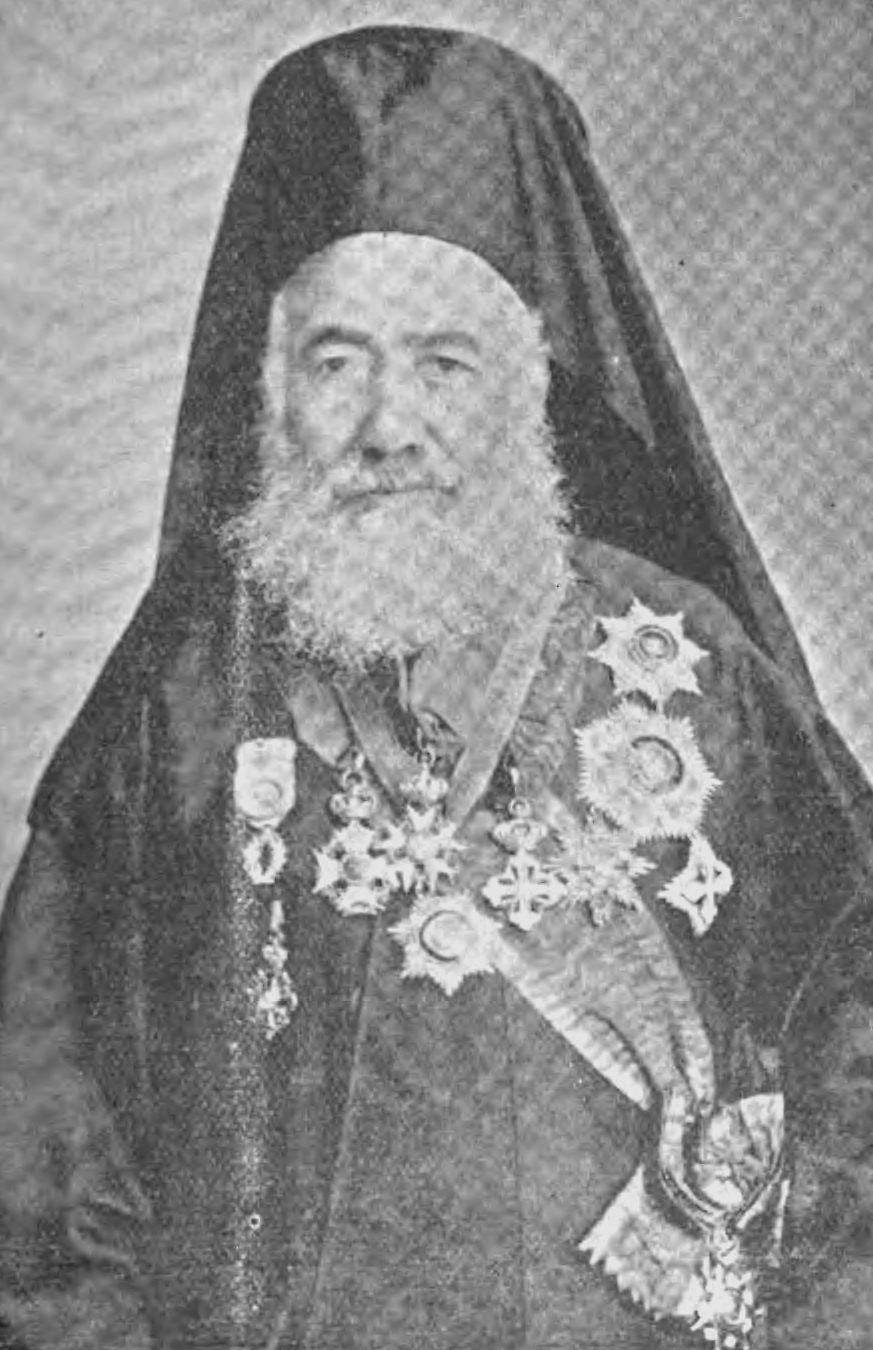
Grégoire II Youssef.
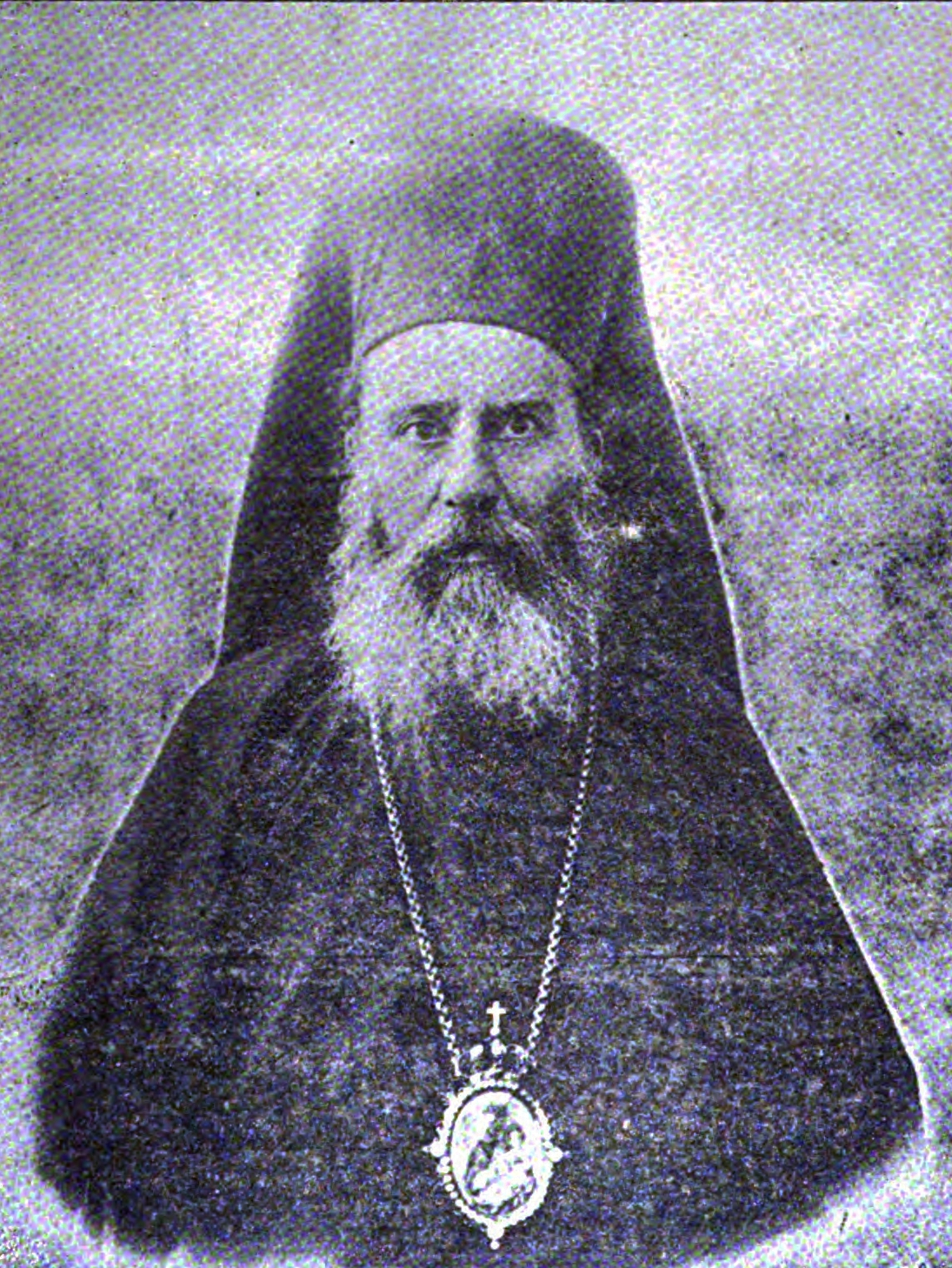
Pierre IV Jeraigiry.
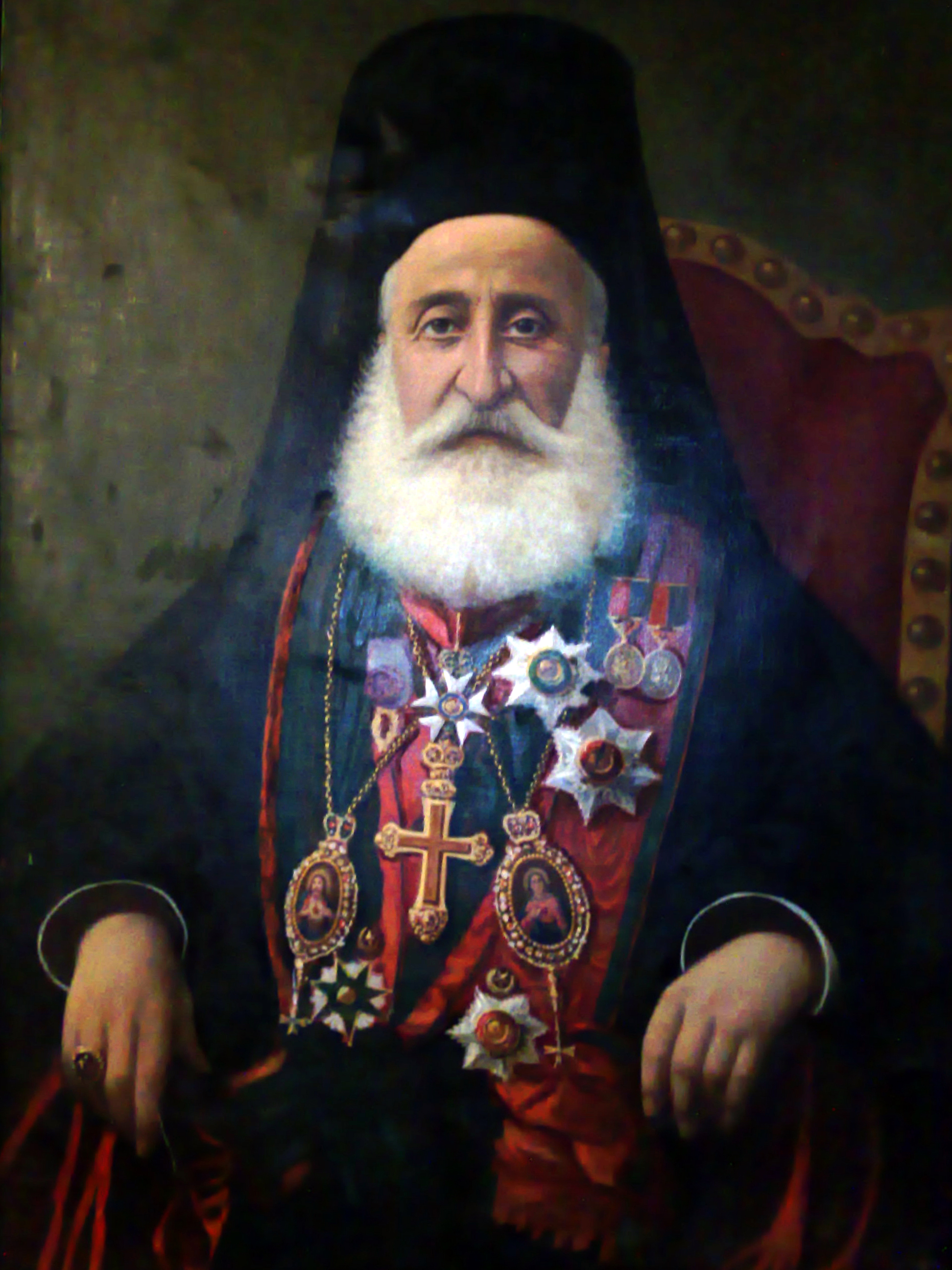
Cyril VIII Geha.
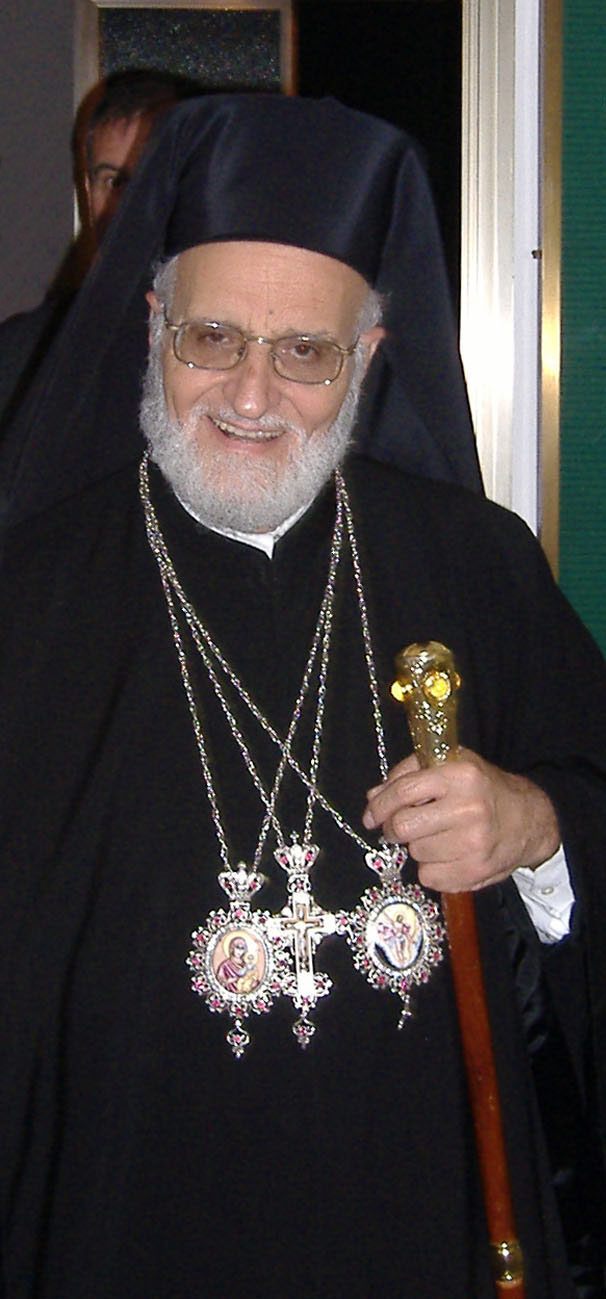
Grégoire III Laham.

## Sources et liens externes
- Liste des patriarches melchites d'Antioche sur le site officiel de l'Église melchite.
- GCatholic.org - Patriarcat grec-melchite catholique d'Antioche.
- GCatholic - Archéparchie métropolitaine patriarcale de Damas.
- Histoire de l'Église melchite y compris les Canons concernant la réunion avec Rome et la continuité juridique du siège d'Antioche.
- Situation juridique de l'union avec Rome.
- Page du Patriarcat sur le site Catholic Hierarchy.